# Sikra
A sikra (Accipiter badius) a madarak osztályának a vágómadár-alakúak (Accipitriformes) rendjébe, ezen belül a vágómadárfélék (Accipitridae) családjába tartozó faj.

## Előfordulása
Afganisztán, Angola, Azerbajdzsán, Banglades, Benin, Bhután, Botswana, Burkina Faso, Burundi, Kambodzsa, Kamerun, a Közép-afrikai Köztársaság, Csád, Kína, a Kongói Demokratikus Köztársaság, Elefántcsontpart, Dzsibuti, Eritrea, Etiópia, Gambia, Ghána, Guinea, Bissau-Guinea, India, Irán, Irak, Kazahsztán, Kenya, Kirgizisztán, Laosz, Libéria, Malawi, Mali, Mauritánia, Mozambik, Mianmar, Namíbia, Nepál, Niger, Nigéria, Pakisztán, Ruanda, Szaúd-Arábia, Szenegál, Sierra Leone, Szingapúr, Szomália, a Dél-afrikai Köztársaság, Srí Lanka, Szudán, Szváziföld, Tádzsikisztán, Tanzánia, Thaiföld, Togo, Türkmenisztán, Uganda, Üzbegisztán, Vietnám, Jemen, Zambia és Zimbabwe területén honos. Az Egyesült Arab Emírségekbe betelepített faj. Kóborlóként előfordul Örményország, Indonézia, Izrael, Kuvait, Lesotho, Malajzia, Mongólia és Omán területén is.

## Alfajai
- Accipiter badius sphenurus - Szenegáltól egy széles sávban Szudánig és az Arab-félsziget délnyugati része
- Accipiter badius polyzonoides - a Kongó-medence, Kelet-Afrika és Dél-Afrika
- Accipiter badius cenchroides - a Kaukázus vidéke, Közép-Ázsia és India északnyugati része
- Accipiter badius dussumieri - Közép-India és Banglades
- Accipiter badius poliopsis - Észak-India és onnan keletre Kína déli részéig, valamint az Indokínai-félsziget
- Accipiter badius badius - Délnyugat-India és Srí Lanka

## Megjelenése
A sikra egy kis termetű ragadozó, testhossza 28–30 centiméter. Rövid, lekerekített szárnyai vannak, és keskeny, kissé hosszú farka. A felnőtt alsó teste világos, vékony vörös csíkokkal, hasa kevésbé csíkozott, combja fehér, míg szárnya és feje szürke. A hímek kisebbek, mint a tojók, a szivárványhártyájuk piros és felsőtestük halványszürke. A tojónak evvel ellentétbe kevésbé piros (sárgás narancssárga) írisze van, valamint sötétebb és barnásabb tollazattal rendelkezik mint a hím. A fiatalt meg lehet ismerni a barna, cseppszerű mellpöttyözéséről, a torkán levő fekete csíkról és sárgás-barna íriszéről.
|  |  |

## Életmódja
Ez a faj megtalálható többféle erdős élőhelyen, beleértve a lombhullató erdők zárt lomkoronáját is, szavannán, kis egzotikus fás ültetvényekben valamint városi parkokba, kertekbe. Egyedül vagy párban figyelhető meg. Agresszív vadász, meglepetésszerű támadása rendszerint elegendő ahhoz, hogy elkapjon gyíkokat, kisebb madarakat. Egyéb zsákmányai a fiókák, tojások, denevérek, rágcsálók, békák és rovarok.

## Szaporodása
A párzási időszaka igen eltérő térségtől függően: Srí Lankán márciustól augusztusig; Indiában januártól júniusig; januártól májusig nyugaton és Északkelet-Afrikában; Kelet-Afrikában nagy valószínűséggel egész évben; augusztus január között Dél-Afrikában és később, mint május Azerbajdzsán területén. Fészekalja 2–4 tojásból áll, amelyet egy faágakból készített, pihével kibélelt és villás ágra készített fészekben költ ki 30-35 nap alatt. A fiókák a kikelést követően 32 nap után kirepülnek.
|  |